# Dominer le monde ou sauver la planète ?
Dominer le monde ou sauver la planète ? (titre original Hegemony or Survival: America's Quest for Global Dominance) est un essai de Noam Chomsky publié en 2003. Ce livre présente une vision critique de la politique et de la stratégie des États-Unis sur la scène mondiale depuis la Deuxième Guerre mondiale jusqu'à la guerre d'Irak.
Le 20 septembre 2006, le président vénézuélien Hugo Chávez a recommandé la lecture de ce livre à la tribune de l'Assemblée générale des Nations unies, faisant grimper en flèche les ventes du livre dans les jours suivants.

## Éditions françaises
- Broché, Fayard, 2004.  (ISBN 978-2-213-61933-0)
- Poche, 10-18, 2005.  (ISBN 978-2-264-04229-3)